# Lysandra bistriata
Lysandra bistriata är en fjärilsart som beskrevs av Tutt 1909. Lysandra bistriata ingår i släktet Lysandra och familjen juvelvingar. Inga underarter finns listade i Catalogue of Life.